# Gyrinini
Gyrinini is een tribus van kevers uit de familie schrijvertjes (Gyrinidae). Het werd ontdekt in 1810 door Pierre André Latreille. De tribus kent twee subtribussen.

## Subtribussen
De tribus omvat de volgende subtribussen (en geslachten):
- Gyrinina Latreille, 1810
  - Anagyrinus Handlirsch, 1906
  - Aulonogyrus Motschulsky, 1853
  - Gyrinoides Motschulsky, 1856
  - Gyrinopsis Handlirsch, 1906
  - Gyrinulopsis Handlirsch, 1906
  - Gyrinus Müller, 1764
  - Metagyrinus Brinck, 1955
- Heterogyrina Brinck, 1956
  - Heterogyrus Legros, 1953